# Pseudocercospora ranjita
Pseudocercospora ranjita är en svampart som först beskrevs av S. Chowdhury, och fick sitt nu gällande namn av Deighton 1976. Pseudocercospora ranjita ingår i släktet Pseudocercospora och familjen Mycosphaerellaceae.   Inga underarter finns listade i Catalogue of Life.